# Homorog, Bihor
Homorog (în maghiară Oláhhomorog, literal „Homorogul Român”, în contrast cu Magyarhomorog, „Homorogul Maghiar”) este un sat în comuna Mădăras din județul Bihor, Crișana, România.

## Monumente istorice
- Biserica „Nașterea Maicii Domnului”, Homorog

## Personalități
- Gheorghe Nicolae Costa (1895 - 1976), deputat în Marea Adunare Națională de la Alba Iulia 1918